# Ashley Robinson
Ashley Robinson (conocida también como A-Rob o Robbo, Grand Prairie, 12 de agosto de 1982) es una baloncestista estadounidense de la Women's National Basketball Association (WNBA), y que ocupa la posición de centro.
Fue reclutada por los Phoenix Mercury en la 14° posición de la segunda ronda del Draft de la WNBA de 2004, equipo donde militó entre ese año y 2005, para pasar posteriormente a los Chicago Sky (2006), Seattle Storm (2007-2011) y Washington Mystics (2012–2013), para volver a los Seattle Storm en 2013.

## Estadísticas

### Totales
| Año                                                                                              | Equipo | J   | JI | MJ   | TC  | ITC | TC%  | 3P | 3PA | 3P%   | 2P  | 2PA | 2P%  | TL | ITL | TL%  | RBO | RBD | RBT | AST | STL | BLK | TOV | PF  | PTS |
| ------------------------------------------------------------------------------------------------ | ------ | --- | -- | ---- | --- | --- | ---- | -- | --- | ----- | --- | --- | ---- | -- | --- | ---- | --- | --- | --- | --- | --- | --- | --- | --- | --- |
| 2004                                                                                             | PHO    | 19  | 0  | 130  | 7   | 14  | .500 | 0  | 1   | .000  | 7   | 13  | .538 | 3  | 7   | .429 | 4   | 9   | 13  | 2   | 8   | 10  | 4   | 22  | 17  |
| 2005                                                                                             | PHO    | 34  | 15 | 659  | 42  | 129 | .326 | 0  | 1   | .000  | 42  | 128 | .328 | 19 | 38  | .500 | 48  | 70  | 118 | 31  | 20  | 34  | 38  | 108 | 103 |
| 2006                                                                                             | TOT    | 29  | 5  | 321  | 18  | 54  | .333 | 1  | 2   | .500  | 17  | 52  | .327 | 5  | 16  | .313 | 34  | 44  | 78  | 13  | 8   | 16  | 22  | 53  | 42  |
| 2006                                                                                             | CHI    | 12  | 5  | 124  | 9   | 29  | .310 | 1  | 1   | 1.000 | 8   | 28  | .286 | 2  | 6   | .333 | 16  | 18  | 34  | 6   | 2   | 8   | 10  | 19  | 21  |
| 2006                                                                                             | SEA    | 17  | 0  | 197  | 9   | 25  | .360 | 0  | 1   | .000  | 9   | 24  | .375 | 3  | 10  | .300 | 18  | 26  | 44  | 7   | 6   | 8   | 12  | 34  | 21  |
| 2007                                                                                             | SEA    | 33  | 5  | 409  | 22  | 63  | .349 | 0  | 1   | .000  | 22  | 62  | .355 | 4  | 15  | .267 | 30  | 70  | 100 | 14  | 16  | 25  | 26  | 57  | 48  |
| 2008                                                                                             | SEA    | 33  | 1  | 329  | 13  | 43  | .302 | 0  | 0   |       | 13  | 43  | .302 | 3  | 10  | .300 | 29  | 43  | 72  | 12  | 12  | 20  | 28  | 62  | 29  |
| 2009                                                                                             | SEA    | 26  | 2  | 167  | 5   | 25  | .200 | 0  | 1   | .000  | 5   | 24  | .208 | 2  | 4   | .500 | 5   | 19  | 24  | 2   | 2   | 13  | 10  | 31  | 12  |
| 2010                                                                                             | SEA    | 30  | 0  | 245  | 19  | 46  | .413 | 0  | 0   |       | 19  | 46  | .413 | 3  | 9   | .333 | 16  | 41  | 57  | 15  | 4   | 21  | 17  | 40  | 41  |
| 2011                                                                                             | SEA    | 34  | 13 | 583  | 59  | 122 | .484 | 0  | 1   | .000  | 59  | 121 | .488 | 11 | 22  | .500 | 41  | 91  | 132 | 24  | 22  | 33  | 44  | 91  | 129 |
| 2012                                                                                             | WAS    | 33  | 14 | 535  | 48  | 117 | .410 | 0  | 1   | .000  | 48  | 116 | .414 | 7  | 20  | .350 | 38  | 72  | 110 | 29  | 19  | 24  | 39  | 71  | 103 |
| 2013                                                                                             | SEA    | 21  | 0  | 200  | 13  | 29  | .448 | 0  | 0   |       | 13  | 29  | .448 | 6  | 10  | .600 | 11  | 18  | 29  | 7   | 1   | 8   | 23  | 32  | 32  |
| Carrera                                                                                          |        | 292 | 55 | 3578 | 246 | 642 | .383 | 1  | 8   | .125  | 245 | 634 | .386 | 63 | 151 | .417 | 256 | 477 | 733 | 149 | 112 | 204 | 251 | 567 | 556 |
| Notas: J=Juegos; JI=Juegos iniciales; MJ=Minutos jugados; ITC=Intentos de TC; ITL=Intentos de TL |        |     |    |      |     |     |      |    |     |       |     |     |      |    |     |      |     |     |     |     |     |     |     |     |     |

### Por juego
| Año                                                                                              | Equipo | J   | JI | MJ   | TC  | ITC | TC%  | 3P  | 3PA | 3P%   | 2P  | 2PA | 2P%  | TL  | ITL | TL%  | RBO | RBD | RBT | AST | STL | BLK | TOV | PF  | PTS |
| ------------------------------------------------------------------------------------------------ | ------ | --- | -- | ---- | --- | --- | ---- | --- | --- | ----- | --- | --- | ---- | --- | --- | ---- | --- | --- | --- | --- | --- | --- | --- | --- | --- |
| 2004                                                                                             | PHO    | 19  | 0  | 6.8  | 0.4 | 0.7 | .500 | 0.0 | 0.1 | .000  | 0.4 | 0.7 | .538 | 0.2 | 0.4 | .429 | 0.2 | 0.5 | 0.7 | 0.1 | 0.4 | 0.5 | 0.2 | 1.2 | 0.9 |
| 2005                                                                                             | PHO    | 34  | 15 | 19.4 | 1.2 | 3.8 | .326 | 0.0 | 0.0 | .000  | 1.2 | 3.8 | .328 | 0.6 | 1.1 | .500 | 1.4 | 2.1 | 3.5 | 0.9 | 0.6 | 1.0 | 1.1 | 3.2 | 3.0 |
| 2006                                                                                             | TOT    | 29  | 5  | 11.1 | 0.6 | 1.9 | .333 | 0.0 | 0.1 | .500  | 0.6 | 1.8 | .327 | 0.2 | 0.6 | .313 | 1.2 | 1.5 | 2.7 | 0.4 | 0.3 | 0.6 | 0.8 | 1.8 | 1.4 |
| 2006                                                                                             | CHI    | 12  | 5  | 10.3 | 0.8 | 2.4 | .310 | 0.1 | 0.1 | 1.000 | 0.7 | 2.3 | .286 | 0.2 | 0.5 | .333 | 1.3 | 1.5 | 2.8 | 0.5 | 0.2 | 0.7 | 0.8 | 1.6 | 1.8 |
| 2006                                                                                             | SEA    | 17  | 0  | 11.6 | 0.5 | 1.5 | .360 | 0.0 | 0.1 | .000  | 0.5 | 1.4 | .375 | 0.2 | 0.6 | .300 | 1.1 | 1.5 | 2.6 | 0.4 | 0.4 | 0.5 | 0.7 | 2.0 | 1.2 |
| 2007                                                                                             | SEA    | 33  | 5  | 12.4 | 0.7 | 1.9 | .349 | 0.0 | 0.0 | .000  | 0.7 | 1.9 | .355 | 0.1 | 0.5 | .267 | 0.9 | 2.1 | 3.0 | 0.4 | 0.5 | 0.8 | 0.8 | 1.7 | 1.5 |
| 2008                                                                                             | SEA    | 33  | 1  | 10.0 | 0.4 | 1.3 | .302 | 0.0 | 0.0 |       | 0.4 | 1.3 | .302 | 0.1 | 0.3 | .300 | 0.9 | 1.3 | 2.2 | 0.4 | 0.4 | 0.6 | 0.8 | 1.9 | 0.9 |
| 2009                                                                                             | SEA    | 26  | 2  | 6.4  | 0.2 | 1.0 | .200 | 0.0 | 0.0 | .000  | 0.2 | 0.9 | .208 | 0.1 | 0.2 | .500 | 0.2 | 0.7 | 0.9 | 0.1 | 0.1 | 0.5 | 0.4 | 1.2 | 0.5 |
| 2010                                                                                             | SEA    | 30  | 0  | 8.2  | 0.6 | 1.5 | .413 | 0.0 | 0.0 |       | 0.6 | 1.5 | .413 | 0.1 | 0.3 | .333 | 0.5 | 1.4 | 1.9 | 0.5 | 0.1 | 0.7 | 0.6 | 1.3 | 1.4 |
| 2011                                                                                             | SEA    | 34  | 13 | 17.1 | 1.7 | 3.6 | .484 | 0.0 | 0.0 | .000  | 1.7 | 3.6 | .488 | 0.3 | 0.6 | .500 | 1.2 | 2.7 | 3.9 | 0.7 | 0.6 | 1.0 | 1.3 | 2.7 | 3.8 |
| 2012                                                                                             | WAS    | 33  | 14 | 16.2 | 1.5 | 3.5 | .410 | 0.0 | 0.0 | .000  | 1.5 | 3.5 | .414 | 0.2 | 0.6 | .350 | 1.2 | 2.2 | 3.3 | 0.9 | 0.6 | 0.7 | 1.2 | 2.2 | 3.1 |
| 2013                                                                                             | SEA    | 21  | 0  | 9.5  | 0.6 | 1.4 | .448 | 0.0 | 0.0 |       | 0.6 | 1.4 | .448 | 0.3 | 0.5 | .600 | 0.5 | 0.9 | 1.4 | 0.3 | 0.0 | 0.4 | 1.1 | 1.5 | 1.5 |
| Carrera                                                                                          |        | 292 | 55 | 12.3 | 0.8 | 2.2 | .383 | 0.0 | 0.0 | .125  | 0.8 | 2.2 | .386 | 0.2 | 0.5 | .417 | 0.9 | 1.6 | 2.5 | 0.5 | 0.4 | 0.7 | 0.9 | 1.9 | 1.9 |
| Notas: J=Juegos; JI=Juegos iniciales; MJ=Minutos jugados; ITC=Intentos de TC; ITL=Intentos de TL |        |     |    |      |     |     |      |     |     |       |     |     |      |     |     |      |     |     |     |     |     |     |     |     |     |